# Schwarze Klobuken

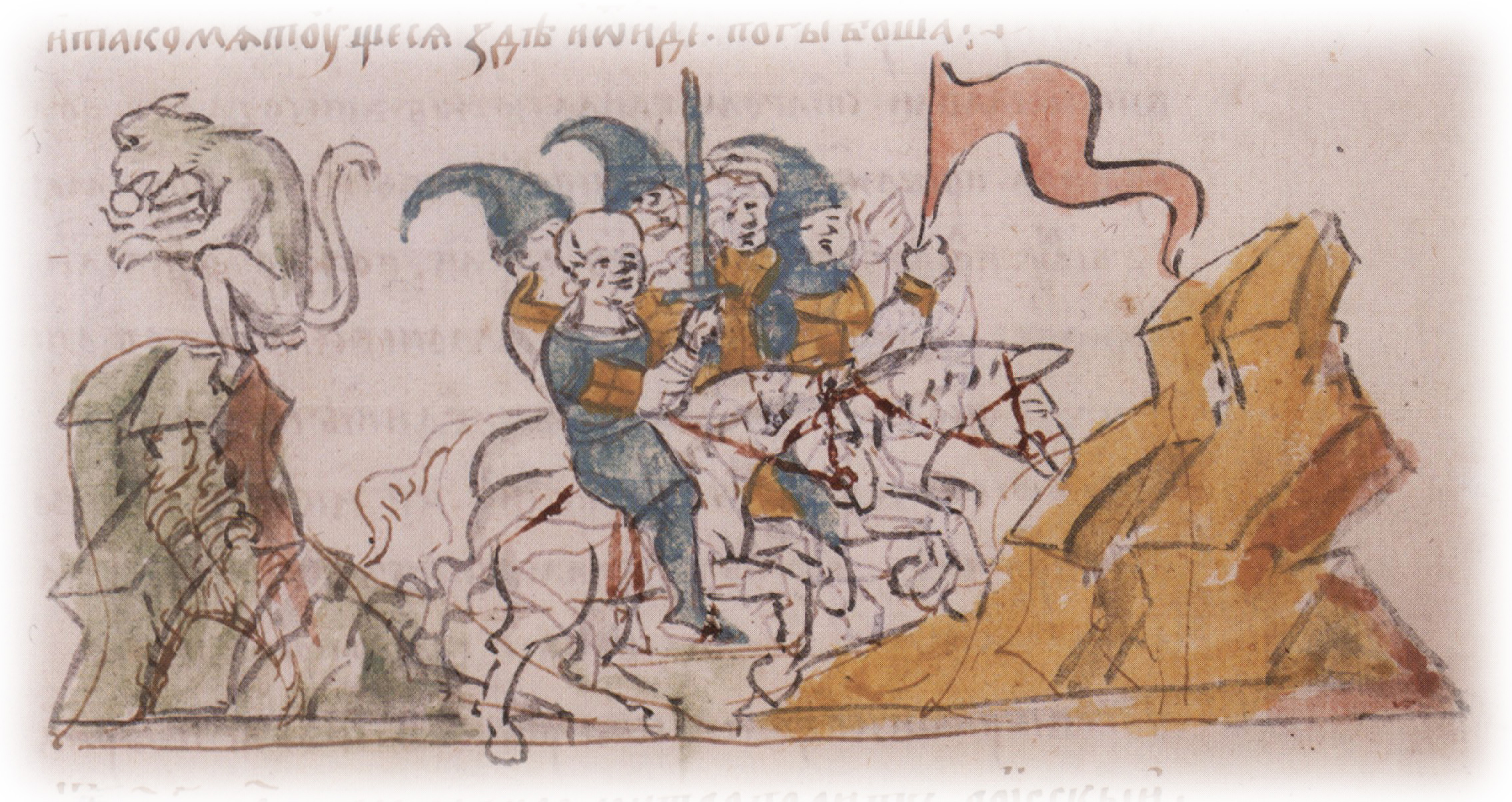
Schwarze Klobuken in einer altrussischen Chronik

Die Schwarzen Klobuken (russisch Чёрные клобуки, ukrainisch Чорні клобуки; manchmal auch Schwarze Mützen) ist eine Sammelbezeichnung für turkstämmige Reiternomaden, die zwischen dem 11. und dem 13. Jahrhundert als Vasallen der Fürsten von Kiew die Südgrenze der Kiewer Rus zum sogenannten Wilden Feld absicherten. Ihr Hauptsiedlungsgebiet umfasste vor allem die Umgebung des Flusses Ros. Das Wort Klobuk ist eine Abwandlung des Wortes Kalpak.
Die Schwarzen Klobuken setzten sich aus den turkstämmigen Teilstämmen Torken, Petschenegen, Berendei und Kowui zusammen. Zu ihren wichtigsten Städten gehörten Kaniw und Tortschesk. Sie spielten im Fürstentum Kiew eine wichtige Rolle und hatten ein Mitspracherecht bei der Wahl des Großfürsten. Zu ihren Hauptgegnern gehörten die Polowzer. Während der mongolischen Invasion der Rus wurden sie von den Mongolen vernichtend geschlagen und verschwinden danach aus den Chroniken. Es wird davon ausgegangen, dass der nomadische Teil der Schwarzen Klobuken in die Strukturen der Goldenen Horde integriert wurde, während der sesshafte und von den Slawen assimilierte Teil im altrussischen bzw. ukrainischen Volk aufging. Einer Theorie zufolge waren sie die Vorläufer der Kosaken.